# Voo China Eastern Airlines 5398
O Voo China Eastern Airlines 5398 foi um voo da China Eastern Airlines, operado por um McDonnell Douglas MD-82 do Aeroporto Internacional Bao'an de Shenzhen para o Aeroporto de Fuzhou Yixu em Fujian, China. Em 26 de outubro de 1993, ele caiu ao se aproximar do Aeroporto Fuzhou Yixu. A aeronave ultrapassou a pista ao pousar sob chuva forte e ventos fortes. Dois dos 80 passageiros e tripulantes a bordo morreram.

## Resumo do acidente
Em 26 de outubro de 1993, 11h50, o voo 5398 decolou do aeroporto de Shenzhen com previsão de chegada às 12h50 no aeroporto de Fuzhou. Às 12h32, a tripulação entrou em contato com a torre no aeroporto de Fuzhou se preparando para o pouso. Na época estava chovendo e a visibilidade era de 4 km. A tripulação iniciou a aproximação apesar da pouca visibilidade, resultando em um desvio severo à direita da pista. A tripulação não abortou o pouso e deu a volta por cima, mas tentou corrigir o curso enquanto continuava a descer. Apenas 1 km da pista e apenas 20m acima do solo, a tripulação decidiu arremeter. A aeronave continuou perdendo altitude, e sua cauda atingiu a pista antes que a aeronave invadisse e parasse em um lago. A fuselagem se desintegrou em 3 partes principais. Duas pessoas morreram e mais dez ficaram feridas.
Uma investigação posterior revelou que a tripulação do voo 5398 violou o protocolo de aproximação no aeroporto de Fuzhou e não cooperou bem com o controlador de tráfego aéreo. A causa do acidente foi considerada erro do piloto, somada com o mau tempo.

## Pós acidente
A China Eastern Airlines continua usando o número de voo MU5398, mas mudou para a rota do Aeroporto Internacional Chongqing Jiangbei para o Aeroporto Internacional de Xangai Pudong via o Aeroporto de Wenzhou Longwan, servido pelo Boeing 737.
O aeroporto de Fuzhou Yixu foi construído em 1944 como um aeroporto militar. A partir de 1974, passou a servir o uso civil e militar e foi atendido por muitas companhias aéreas domésticas e internacionais. Devido ao comprimento da pista e ao aumento do tráfego aéreo, um novo aeroporto civil foi proposto em 1991. Em 23 de junho de 1997, o Aeroporto Internacional de Fuzhou Changle foi inaugurado. O aeroporto de Fuzhou Yixu voltou para uso militar.
O prefixo B-2103 foi posteriormente atribuído a uma aeronave McDonnell Douglas MD-90 em 2000, operada pela China Northern Airlines. Ela continuou a operar para a China Southern Airlines quando a China Northern se fundiu com a China Southern em 2002. Em 2010, este MD-90 foi vendido para a Delta Air Lines como N965DN e o prefixo B-2103 foi removido.